# Youssouf M'Changama
Youssouf Yacoub M'Changama (Marselha, 29 de agosto de 1990) é um futebolista comorense que atua como volante. Atualmente joga pelo Guingamp.

## Carreira
Tendo jogado nas categorias de base do Olympique de Marseille e do Sedan, M'Changama foi promovido ao time B dos Sangliers em 2009. No ano seguinte foi para o Troyes, onde também atuou pela equipe reserva.
Em março de 2012, assinou com o Oldham Athletic, fazendo sua estreia 5 dias depois contra o Yeovil Town, tornando-se o primeiro futebolista comorense a jogar uma partida pelo clube, que perdeu por 2 a 1.
Após um período de testes no CSKA Sófia (Bulgária), M'Changama assinou com o RC Arbaâ, recém-promovido à primeira divisão do Campeonato Argelino. Foram apenas 13 jogos e um gol marcado antes de voltar ao futebol francês em 2014 para defender o Uzès Pont du Gard.
Defendeu também Consolat Marseille (atual Athlético Marseille), Gazélec Ajaccio, Grenoble e Guingamp, onde atua desde 2019 e é o capitão do time.

## Carreira internacional
Pela Seleção Comorense, fez sua estreia em outubro de 2010 contra Moçambique, em jogo válido pelas eliminatórias da Copa das Nações Africanas de 2012.
Com 45 jogos disputados, é o recordista em partidas pelos Celacantos e é o segundo maior artilheiro, com 9 gols.

## Vida pessoal
É irmão mais novo de Mohamed M'Changama, que também é futebolista (joga como atacante) e também defende a seleção de Comores desde 2010.